# Боровий провулок (Київ, Бортничі)
Борови́й прову́лок — вулиця в Дарницькому районі міста Києва, селище Бортничі. Пролягає від Борової до Святищенської вулиці.
Однойменний провулок знаходиться в тому ж районі, у місцевості Червоний хутір.